# Velupillai Prabhakaran
Velupillai Prabhakaran (tamil: வேலுப்பிள்ளை பிரபாகரன்), född 26 november 1954 i Valvettithurai, död 18 maj 2009 nära Mullaitivu, var ledare för gerillarörelsen LTTE, de tamilska tigrarna, i Sri Lanka. Velupillai var född hindu men strävade efter ett sekulariserat, socialistiskt samhälle i den tänkta tamilska staten.
Prabhakaran involverades tidigt i kampen för den tamilska minoritetens rättigheter i Sri Lanka. Han valde dock en våldsammare och blodigare väg än den som tidigare tamilska partier och organisationer förespråkat. År 1972, vid 18 års ålder, grundade han Tamil New Tigers (TNT). Denna organisation gick efter 4 år samman med andra militanta grupper och bildade Liberation Tigers of Tamil Eelam, LTTE. Prabhakaran sägs ha burit ansvaret för mordet på borgmästaren Alfred Duriappah i Jaffna 1975, det första politiska mord som utfördes av den tamilska nationaliströrelsen. Prabhakaran var även dömd till döden i sin frånvaro av en domstol i Indien för delaktighet vid mordet av Indiens premiärminister Rajiv Gandhi. Prabhakaran gav sällan intervjuer och gav endast en enda presskonferens, i Killinochchi den 10 april 2002, då LTTE:s chefsförhandlare Anton Balasingham svarade på de flesta av pressens frågor. 
Han uppgavs ha ett antal sjukdomar: högt blodtryck, typ 2-diabetes (han behövde alltså inte insulin), problem med hjärtat som yttrade sig i ett par mindre hjärtattacker samt smärta i bröstet vid ansträngning. Han sades även lida av bipolärt syndrom.
Enligt den lankesiska militären har det bekräftats att Velupillai Prabhakaran dödades på morgonen den 18 maj 2009 tillsammans med sina närmaste män. Den lankesiske överbefälhavaren sade i ett officiellt uttalande att Sri Lankas försvarsmakt besegrat "rebellerna och befriat hela landet". Velupillai Prabhakaran gömde sig i en skyddszon för civila flyktingar när han blev dödad.